# Heptapterus qenqo
Heptapterus qenqo es una especie del género de peces de agua dulce Heptapterus, de la familia Heptapteridae en el orden Siluriformes. Habita en aguas templadas del centro-oeste de América del Sur. Esta especie es la que alcanza mayor longitud del género: 21,3 cm de largo total.

## Distribución
Heptapterus qenqo es una especie endémica de las aguas templadas de arroyos de la cuenca superior del río Salí, tramo superior del río Dulce, en la provincia de Tucumán del noroeste de la Argentina. Ese río es el principal integrante de la cuenca endorreica de la enorme laguna de Mar Chiquita. Se distribuye únicamente en la ecorregión de agua dulce Mar Chiquita - Salinas Grandes.

## Taxonomía
Esta especie fue descrita originalmente en el año 2011 por los ictiólogos María de las Mercedes Azpelicueta, Gastón Aguilera y Juan Marco Mirande.